# Enriqueta Harris Frankfort
Enriqueta Harris, casada l'any 1952 amb Henri Frankfort, de vegades és coneguda com a Enriqueta Harris Frankfort. Va néixer a Londres, 17 de maig de 1910, i va morir a Madrid, 22 d'abril de 2006. Fou una escriptora i historiadora de l'art anglesa, nacionalitzada espanyola, especialment valorada per els seus estudis sobre El Greco, Velázquez, Murillo i Goya.

## Biografia
Era filla de l'antiquari anglès Lionel Harris i de l'espanyola Enriqueta Rodríguez. El seu pare era propietari de The Spanish Art Gallery, l'entitat de distribució d'art espanyol més important de Londres, de la qual anys més tard es va ocupar el seu germà Thomas.
L'any 1928 es va matricular a la Universitat de Londres per estudiar idiomes, especialment italià i francès. Allí va conèixer Tancred Borenius, qui la va influenciar per la tesi doctoral: Los seguidores de Francisco de Goya, publicada el 1934.
Va mantenir una llarga amistat amb Diego Angulo Íñiguez, i l'any 1950 va publicar un important anàlisi sobre L'expulsió dels Mercaders del Temple, obra d'El Greco conservada a la National Gallery de Londres. L'any 1952 es va casar amb l'arqueòleg i docent Henri Frankfort, de qui va enviudar l'any 1954.
Va desenvolupar la seva carrera editorial escrivint especialment sobre Murillo i Velázquez, de qui va revelar cartes inèdites fins aleshores i alguns estudis que van influenciar Jonathan Brown, un altre estudiós del mestre sevillà.
L'any 1969 va publicar a Oxford la seva principal obra sobre Goya, en anglès. Curta però densa, és considerada pels angloparlants com la millor introducció a l'obra del mestre aragonès.
L'any 2002, poc abans de la seva mort, va rebre el guardó de Dama gran Cruz Orde d'Isabel la Catòlica, pels seus serveis a la difusió de l'Art a Espanya.